# Treat (album)
Treat è il quinto album dei Treat, pubblicato nel 1992 per l'etichetta discografica Vertigo Records.

## Tracce
1. Watch Your Tongue
2. Blood Sweat And Love
3. Bangin' On Your Door
4. Poor Man
5. We're Alright Now
6. Dog Day Comin' Down
7. Justice
8. New Religion
9. Ready, Steady, Go
10. Learn To Fly
11. Wholle Lotta Shakin'
12. Keep It Comin'

## Formazione
- Mats Levén - voce
- Anders Wikstrom - chitarra, cori
- Joakim Larsson - basso, cori
- Jamie Borger - batteria, cori
- Patrick Appelgren - tastiere